# Snoopy
Snoopy – postać fikcyjna z komiksów (kilkuobrazkowych comic stripes) pt. Fistaszki (Peanuts); przedstawiony jest jako sympatyczny pies rasy beagle, którego właścicielem jest Charlie Brown. Postać stworzona została przez Charlesa M. Schulza w 1950 roku.
Komiks w ciągu 50. lat pojawił się w ponad 2300 gazetach i 1400 książkach, nieomal na całym świecie. Do włoskiego wydania książkowego komiksów o Snoopym przedmowę napisał Umberto Eco.

## Charakterystyka Snoopyego
Po raz pierwszy Snoopy pojawił się w komiksie 4 października 1950 roku. Według informacji ujawnianych regularnie w kolejnych odcinkach, czytelnik mógł się dowiedzieć, że jego miejscem urodzenia była ferma Daisy Hill Puppy; posiada siedmioro rodzeństwa o imionach: Spike, Andy, Olaf, Marbles, Rover, Belle i Molly.
Snoopy chodzi na dwóch łapach (od lat 1960.), zwykle sypia na stromym dachu swojej budy. Snoopy posiada ambicje pisarskie; jego powieść zaczyna się zwykle od wariacji na temat zdania "...It was a dark and stormy night"
W 1968 roku NASA użyła Snoopyego jako reklamowej maskotki.  Od 1985 roku Snoopy jest maskotką firmy ubezpieczeniowej MetLife.